# Чагатайський улус
Чагатайський улус — загальна назва азійських областей, що склали за розподілом 1224 року спадкову частку сина Чингісхана Чаґатая і його роду. До улусу входили Мавераннахр, Семиріччя та Кашгар.

## Історія

Мапа Чагатайського улусу кінця XIII ст.

Алмалик. Динар. 1258 (657 рік хіджри). Вага 4,52 гр. Діаметр 24 мм

У другій половині XIII на початку XIV ст. важливим торговим шляхом із Середньої Азії на Алтай (Казалінський район, Кизилординська область, Казахстан) та Монголію були шляхи через Семиріччя.
У 1219 році під час монгольського завоювання Чингісхан захопив Мавераннахр та державу Хорезмшахів.
У 1227 році, перед смертю, він передав західні землі Центральної Азії своєму другому синові Чаґатаю, який заснував державу, відому під назвою Чагатайський улус.
У 1225 році в Мавераннахрі керування у грошовій справі отримав податковий відкупник Махмуд Ялавач (1225-1238), призначений ханом Уґедеєм.
У 1238 році Чаґатай змістив Махмуда, передавши керування у відкупі податків синові Махмуда, Масуд-беку (1238-89). Також його було призначено вести грошову справу і в Мавераннахрі.
Після курултаю у 1251 році ханом Монгольської імперії став Мунке, який одразу ж стратив дорослих представників династії Чагатаїв. Улус поділили Мунке і Батий, до якого відійшов Мавераннахр.
У 1260-х онук Чагатая Алгу відновив владу Чагатаїв в улусі. Наступники Алгу Мубарек і Барак, прагнучи до тісніших зв'язків з населенням осілих областей, прийняли іслам.
У 1266 році в Мавераннахрі з Семиріччя була перенесена ханська ставка й переселені деякі монгольські роди, у тому числі джалаїри і барласи. На західній частині Середньої Азії у 1266 році Хорезм отримав фактичну незалежність від Монгольської імперії. Водночас у Чаґадайському улусі поміж чингізидами виник конфлікт через розподіл влади. На трон претендували одразу декілька чингізидів. Хан Хайду, що правив в Імілі (поблизу сучасної Алмати), вимагав від свого суперника Хубілая титул Великого хана і володарства над землями Великого Хорасану.
Навесні 1269 року в Таласі поміж уґедейським ханом Хайду та чаґадайським Барак-ханом уклалася угода, згідно з якою Хайду дісталося управління в Східному Туркестані.

## Грабіжницькі війни за землі
У 1269—1270 роках під час першого захоплення чагатайськими військами Барак-хана Газні та інших міст у східному Хорасані караунаси-нікудерійці присягнулися на вірність хану. У ті роки еміром Нікудером Ясавуром (1262—1321), племінником Чагатая, була заснована Нікудерійська Орда в східній частині улусу Хулагу. Центральними містами Нікудерійської Орди були області Кабул і Кандагар. У військовому союзі з чагатаїдами нікудерійці час від часу керували Хорасаном під ханським наглядом..
Наприкінці 1272 року перський ільхан Абака послав до Хорезму та Мавераннахру армію, яка розграбувала Урґенч і Хіву і увійшла до Бухари 29 січня 1273 року, де протягом 7 днів все було розграбовано та спалено. Після відходу агресорів емір Мавераннахра Масуд-бек очищав міста від руїн, які з'являлися кожного разу після громадянських війн конкуруючих чингізидів. Він продовжував відновлювати міста аж до своєї смерті в жовтні-листопаді 1289 року.
1282 року, на початку правління хана Дуви, поміж Дувою і Хайду виник союз співволодіння. У 1287-1288 роках вони володіли удвох у Хорезмі, Андижані, Алмалику, Янгі, Таразі, Оші, Маргілані, Муґалаку. А також одноосібні володіння цих двох чингізидів: Самарканд, Бухара, Шаш, Отрар, Алмати, Іміл, Кашгар, Пуладі, Хотан, Орду-Базарі,  Кенджід, Тараз. Пізніше в Худжанді та Хорезмі володарював Хайду, у Термезі, Бадахшан, Хості та Газні — Дува.
Після смерті Дуви хан Есен-Бука (1310-1318) відновив грабіжницькі походи і в 1312-1313 роках здійснив набіг на Хорасан. У відповідь війська ільхана Олджейту (1304-1316) в союзі з Ясавуром Нікудері пограбували Мавераннахр і захопили південні чагатайські володіння. Війна двох улусів у 1313-1315 роках велася на території Хорасану. Чагатайська армія двічі вторгалася в ці області, захопила околиці Герата, а в 1315 році здобула важливу перемогу при Мургабі. У 1316-1320 роках караунаси на чолі Ясавуром Нікудері були одними із головних військово-політичних сил Центральної Азії.

## Адміністративна та грошова реформи Кепек-хана
1321 року відбулася адміністративна та фінансова реформа Кепек-хана, яку продовжив хан Тармаширін. Але його проісламська політика виклинала обурення серед беків східних чагатайських племен. Вони звинуватили його у відступі від Великої Яси, Чингіз-хана і, загалом, у тому, що він перестав збирати курултай Чингизидів. Східні чагатаїди підняли заколот і обравши на курултаї 1333-1334 років свого хана Бузана, виступили під його керуванням на землі Мавераннахру. Тармаширін намагався втекти, але був схоплений. За твердженням Ібн Батути йому вдалося згодом втекти до Індії. Після цього ханська ставка чагатаїдів була перенесена в Семиріччя, що означало зміщення політичного центру улусу на схід у неісламські землі. Після смерті хана Тармаширіна (1334 рік) Нікудерійська Орда припинила своє існування. 1334 року, в союзі з гератським еміром Му'ізз ад-Дін Картом (1331-1370) та термезьким еміром Ала ал-Мулком, чагатайський емір Алі-Султан розбив війська Бузан-хана, що вів агресивну політику щодо мусульман, а самого Бузун-хана було повішено на струні з лука. На деякий період поміж Чагадайським улусом та Могулістаном виникло перемир'я, а на ханському троні посіли хани із роду Нікудера.

## Розпад Чагадайського улусу
У подальші роки були спроби різних ханів укріпити єдність чагатайських володінь, однак вони не змогли усунути подальшої феодальної роздробленості. Близько 1340-х років Чагатайський улус фактично розпався на західну та східну частини. 1347 року проти Казан-хана повстав амір Казаган, якому вдалося здобути перемогу в битві біля Карші. Казаган захопив владу й висунув підставного хана спочатку з роду Кайду, а потім з роду Дуви. Східні чагатаїди, не визнавши Казагана, проголосили свого хана й утворили самостійну державу — Могулістан.

## Могулістан та Мавераннахр
У 1360-х роках хан Туглуг-Тимур здійснив спробу об'єднати східні та західні частини колишньої держави Чагатаїдів.
Після смерті в 1363 році його спадкоємці володіли лише східною частиною, а контроль над Могулістаном оскаржувався поміж чагатаїдами та тимуридами — еміром Хусейном та Тимуром. Перемога Тимура над Хусейном закінчилася пануванням першого над Могулістаном (1369—1405). Але на ханському троні він поставив свою маріонетку — хана Ілля-Ходжу.
У 1388 році Тимур зруйнував Куня-Ургенч і підпорядкував собі весь Хорезм.
Східна частина Мавераннахру зберігалася протягом кількох століть під владою нащадків Туглу-Тимура.
На початку XVI ст. спадкоємці розділили поміж собою землі і східна частина розпалася на декілька держав.
У 1678-1680 роках останнє незалежне Яркендське ханство було завойоване військами Джунгарського ханства .

## Список ханів Чаґатайського улусу

Хан Чагадайського улусу Тармаширін Ала-ад-Дін (1331—1334)

- Чаґатай, володар Великої Яси, засновник Чагатайського улусу (1225—1242)
- Кара-Хулегу, (1242—1247, 1252)
- Єсу-Мунке, (1252)
- Мубарак-шах, за регентства Орхани[en](1251/2–1260), хан Чаґадайського улусу (1266)
- Алгу, (1260—1266)
- Барак-хан, (1266–1271)
- Негу-бей та Хайду, (1271–1272)
- Буга-Тимур  та Хайду, (1272–1282)
- Дува  та Хайду, (1282–1301)
- Дува, (1301–1307)
- Кончек, (1307–1308)
- Талігу, (1308–1309)
- Кепек-хан, (1309, 1318-1326)
- Есен-Бука, (1310—1318)
- Ільчиґідай, (1326—1329)
- Дува-Тимур, (1329—1330)
- Тармаширін, (1331—1334)
- Бузан-хан, (1334—1335)
- Чанкші-хан, (1335—1338)
- Єсун-Тимур, (1338—1342)
- Алі-Султан, (1342)
- Мухамад І, (1342—1343)
- Казан-хан, (1343-1346)
- Даніш-Менке та  Казан-хан, (1346–1348)

## Список ханів західного Чаґатайського улусу та східного Могулістану
- Баян-Кулі та Казаган, (1348–1358)
- Шах-Темур, (1358)
- Абдулах (1358)
- Буян-Сулдус, (1358—1359)
- Амір Хусейн, (1360, 1364—1370)
- Туглуг-Тимур, (1361–1363)
- Ільяс-Ходжа, (1363)
- Аділ-Султан[en], (1363, 1370—1372)
- Кабул-шах[en], (1364–1370)
- Суюрґатмиш[en], (1370–1384)
- Султан-Махмуд[en], (1384–1402)